# Kejagan
Kejagan is een bestuurslaag in het regentschap Mojokerto van de provincie Oost-Java, Indonesië. Kejagan telt 5224 inwoners (volkstelling 2010).